# Daniel Schut
Daniel Schut (Elst, 29 augustus 1854 - Amsterdam, 15 januari 1917) was een actief Amsterdams gemeenteraadslid in de periode 1883-1917.
Schut was van eenvoudige komaf, maar ontwikkelde zich van timmerman tot aannemer en bouwmeester. Hij bracht de bouw tot stand van het Doelenhotel en het Raadhuis van Nieuwer-Amstel aan de Amsteldijk, waarin later het Gemeentearchief een tijd gevestigd was. Zijn laatste jaren in de gemeenteraad waren minder glansrijk dan zijn eerste, zijn strenge conservatieve standpunten kregen weinig weerklank meer. Hij had een aantal nevenfuncties, waaronder die van penningmeester van de Vereeniging voor lager onderwijs op Gereformeerden Grondslag (na zijn dood werd in De Pijp een lagere school te Tweede Jan van der Heijdenstraat 77 naar hem vernoemd). Ook was hij secretaris en directeur van de toen nog kleine Vrije Universiteit en lid van de Provinciale Staten van Noord-Holland.
Hij was de grootvader van Wim Schut, minister van Volkshuisvesting en Ruimtelijke Ordening voor de ARP in het kabinet-De Jong (1967-1971).